# Hochzeitsnacht-Report
Hochzeitsnacht-Report ist ein deutscher Film des Regisseurs Hubert Frank aus dem Jahr 1972. Er ist eine Variation innerhalb der Report-Filme.

## Handlung
Wegen einer durch ein Unwetter unpassierbaren Brücke muss eine Hochzeitsfeier statt auf Schloss Ottenstein im kleinen Gasthof Sonnblick stattfinden. Die Braut ist enttäuscht, der Rest der Gesellschaft nimmt es recht locker.
Zu fortgeschrittener Stunde zieht sich das Brautpaar Elfie und Dieter ins Schlafgemach zurück, wo es zu Auseinandersetzungen kommt. Die Gäste der Feier sitzen noch zusammen, um sich in einer Kombination aus Flaschendrehen und Wahrheit oder Pflicht die Geschichten ihrer eigenen Hochzeitsnächte zu schildern.
Verena besucht mit Thomas einen von dessen Studienkollegen, der sie in einem von ihm präparierten Hotelzimmer unterbringt, das per Lautsprecher alles auf die Straße hinunter überträgt, wohin er Bekannte eingeladen hat. Lothar, der Bräutigam von Berta, mag Sex an ungewöhnlichen Orten mit der Möglichkeit, entdeckt zu werden. Eva erzählt von ihrer Liebesnacht mit Heinz auf einem Zeltplatz in Italien, bei der ein Auto das Zelt umreißt. Ein bisexueller Arzt hat wegen des äußeren Scheins seine Sprechstundenhilfe Evelyn geheiratet und lässt sich von seinem schwulen Liebhaber in die Flitterwochen chauffieren. Zenzi heiratet Sepp, der sich in der Hochzeitsnacht mit ihrem ehemaligen Freund prügelt. Sie lässt sich vom Pfarrer trösten und heiratet ihn schließlich, wobei Sepp inzwischen Pfarrer ist und die Ehe der beiden segnet.

## Produktionsnotizen
Die Tele-Cine-Produktion Hochzeitsnacht-Report entstand zwischen dem 17. April und dem 5. Mai 1972 in Berlin und wurde am 11. August 1972 uraufgeführt. Die Filmbauten schuf Oscar-Preisträger Hans-Jürgen Kiebach. Darsteller Reinhold Brandes starb wenige Tage nach Ende der Dreharbeiten.

## Kritik
„Was ein ‚Lustspiel‘ sein soll, entpuppt sich als deprimierendes Trauerspiel: Während ein Hochzeitspaar sich in die Brautkammer zurückzieht, beginnen unten im Saal des Gasthofs die feucht-fröhlichen Gäste die Geschichten ihrer eigenen Hochzeitsnacht zu erzählen. Gipfelpointe: Ein dümmlicher Dorfpfarrer läßt sich laisieren, um eine Wirtstochter zu heiraten, während der betrogene Ehemann Pfarrer wird, um die ‚Ehe‘ der beiden einzusegnen.“